# Bidens frondosa
El bident frondós, Bidens frondosa, és una planta herbàcia de la família de les asteràcies. És una espècie originària d'Amèrica del Nord, invasora a Europa. També s'anomena bident fullós o fullat, bident de fruits negres o cànem d'aigua. És comestible i és conegut pel seu regust dolç. El seu preu pot variar d'1 a 200€ segons la qualitat

## Denominació
L'espècie Bidens frondosa va ser descrita per Carl von Linnaeus el 1753.
El nom genèric, bident, del llatí "bidens", correspon a la descripció dels fruits d'aquest gènere de plantes, que generalment porten dos punts al seu extrem. El nom específic, frondosa, prové del llatí "frendosa" que significa arbustiu, que designa el fullatge dens de l'espècie.

## Característiques

### Port general
El bident frondós és una planta herbàcia anual que pot arribar a 120 cm d'alçada. El port general és erecte i arbustiu.

### Aparell vegetatiu
L'aparell vegetatiu és gairebé glabre i té fulles oposades. Aquests són formats per 3 a 5 folíols lanceolats i punxeguts, amb base cuneïforme (en forma de falca) i venes pinnades. La vora de cada folíol és dentada. El sistema radicular del bident frondós és del tipus d'arrel pivotant. La plantula de Bidens frondosa porta cotiledons oblongs i glabres, amb una costella central molt feble. El pecíol i l'hipocòtil són vermellosos. Les dues primeres fulles que apareixen són lanceolades i dentades. La fulla és glabra i la venació pinnada. Es pot distingir un floc de pèls a la inserció del pecíol a la tija.

### Sistema reproductor
L'aparell reproductor és format per flors tubulars de color groc ataronjat, unides en cims de capítols però separades per escates membranoses curtes. El peduncle mesura de 10 a 40 mm de llarg, i el disc floral, de 2 a 4 cm d'amplada, és superat per les bràctees, d'uns 5 a 8 cm, verdes i frondoses. Les flors són hermafrodites i són presents durant el període de floració que s'estén de juny a octubre. Els aquenis són aplanats i pubescents de color negra amb pèls curts i rígids dirigits cap amunt. Les cares dels aquenis són més o menys verrugoses. S'estenen per 2 puntes de pues de 2,5 mm que faciliten la dispersió de les llavors. Hi ha dos tipus d'aquenis. Els primers, centrals, són bruns i allargats. Serveixen principalment per a la dispersió de llavors a més gran escala, esent més grossos de fet s'aferren més fàcilment als pèls dels animals. Els de la perifèria són de color negre, més curts i amb les dents més curtes, i garantiran la producció de plantes joves pròximes a la planta mare,.

### Espècies pròximes
Una espècie pròxima al bident frondós és el bident tripartit (Bidens tripartita), una espècie originària d'Europa que viu en els mateixos ambients. Es poden diferenciar pels seus pecíols : el del bident frondós és llarg i prim, mentre que el del bident tripartit és alat (és a dir proveït "d'una expansió de la mateixa natura que les fulles o els folíols").
Bidens frondosa es pot confondre amb Bidens pilosa, els aquenis del qual són més llargs i esvelts, i amb Bidens cernua, els aquenis del qual són de 4 arestes i els caps de les flors dels quals són doblegats a maturitat,.

## Taxonomia i classificació
Un sinònim de Bidens frondosa és Bidens melanocarpa Wiegand.
Hi ha diverses varietats de bident de fulla :
- Bidens frondosa var. anomala Porter ex Fernald
- Bidens frondosa var. frondosa L.
- Bidens frondosa var. caudata Sherff
- Bidens frondosa var. pallida wiegand
- Bidens frondosa var. stenodonta Fernald & H. St. John
- Bidens frondosa var. Hook menor,[3][6][10]

## Ecologia

### Distribució geogràfica
El bident frondós és originari d'Amèrica del Nord. Va ser introduït a Europa a la fi del segle xix, però tan sols va colonitzar entorns naturals a partir del 1920. Actualment s'ha naturalitzat al sud i centre d'Europa. L'espècie també és present a la Xina, a la Guinea Konakry, al Japó, al Líban, al Marroc, acNova Zelanda, Corea del Sud i Tadgiquistan.
La majoria de les introduccions són intencionades, per les seves propietats medicinals i decoratives. Però la ràpida dispersió de les seves llavors n'ha fet una planta invasora ràpidament.

### Habitat
Aquesta planta anual s'instal·la preferentment sobre sòls sorrencs i sobre graves. Normalment es troba al llarg de les vies fluvials, en zones humides i assolellades. Els sòls amb un pH entre 5,2 i 7,2 li són favorables.

### Cicle de vida
El bident frondós dispersa les seves llavors principalment per epizoocòria: es porten sobre el plomatge o pelatge dels animals. Els aquenis centrals dels caps florals s'adapten morfològicament més bé a aquesta via de dispersió, puix que tenen les puntes més llargues i són més exposades. La seva dormició més profunda és probablement una estratègia que cal portar ts més lluny possible abans de germinar. Per contra, els aquenis perifèrics tenen puntes més curtes i, per tant, tenen menys probabilitats de ser transportats pels animals. També tenen una ladormicióenys profunda i germinen més ràpidament i en majésogran mbre que els aquenis centrals a una temperatura de 25 °C.
Les llavors del bident frondós també poden ser transportades per anemocòria, que és la dispersió del vent, i alguns estudis fins i tot demostren que es pot dispersar gràcies a l'aigua,.

### Interacció amb altres organismes
Els principals enemics naturals del bident frondós són :
- Aix sponsa, un ocell de la família dels anàtids, que s'alimenta de les llavors de Bidens frondosa.
- Epiblema otiosana, una arna, que ataca el sistema de la tija.
- El nematode Meloidogyne hapla que parasita la planta.

## Propietats
Les infusions i tintures de bident de fulla es consideren remeis excepcionals per a la irritació, inflamació, dolor i sagnat de la mucosa urinària. També s'utilitzen contra la hipertròfia benigna de la pròstata i l'excreció d'àcid úric,.
Un estudi ha demostrat que l'oli essencial de les parts aèries de B. frondosa presenta una forta toxicitat per contacte i fumigació contra psocòpters. Aquest suggereix que l'oli essencial de les parts aèries de la planta té un potencial per a insecticides naturals o fumígens per al control d'insectes en el gra emmagatzemat.

## Usos
El bident fullat s'utilitza en la medicina tradicional, en infusió simple pel seu aparell vegetatiu o infusionat en xarop amb mel per a les seves llavors. Les seves fulles i tiges s'utilitzen com a aliment humà. Les infusions de la planta es consideren com remeis herbaris excepcionals per a la irritació, la inflamació, el sagnament dels òrgans respiratoris i el sagnament uterí. L'oli essencial de Bidens frondosa també es pot utilitzar com a insecticida.

## Repercussions de la planta fora de la seva zona natal
Bidens frondosa essent una planta introduïda, la seva proliferació influeix en espècies endèmiques. Pot comportar la desaparició de les espècies més fràgils i, per tant, empobrir la diversitat floral en determinades regions.
A Bèlgica, aquesta espècie es considera com invasora i la seva plantació és prohibida a la Regió d'ençà de l'11 de gener del 2013 .

## Mètodes de lluita
Per a evitar una dispersió excessiva, es poden dur a terme diverses mesures.

### Mesures sanitàries
Les inspeccions i regulacions fitosanitàries poden reduir-ne la propagació, encara que de vegades és difícil d'evitar el transport accidental de la planta d'un país a un altre, per moviment d'animals o plantes.

### Lluita biològica
Es pot esperar reduir la dispersió de Bidens frondosa introduint espècies animals que se n'alimenten, com Aix sponsa, Epiblema otiosana, o Meloidogyne hapla. Cal tenir en compte, però, que és probable que aquestes espècies ataquin altres espècies vegetals que no siguin l'objectiu, i fins i tot esdevinguin invasores.

### Lluita química
L'addició d'adjuvants no iònics i iònics o oli de llavors metilades amb glifosat li confereix una eficàcia més elevada com a herbicida contra Bidens frondosa,.